# Baviola braueri
Baviola braueri là một loài nhện trong họ Salticidae.
Loài này thuộc chi Baviola. Baviola braueri được Eugène Simon miêu tả năm 1898.